# 戀戀海灣
《戀戀海灣》是一部於2013年台北電影節參展影片，由陳以文擔任導演兼編劇的台灣電影，並由吳中天、金小曼、龍劭華、黃志瑋、丁也恬主演，片尾曲由蔡琴演唱，全片主要在高雄西子灣拍攝。

## 劇情簡介
米雪（女主角）海邊出生，幼時隨母親北上定居。長大後，母親命令米雪親自南下請父親簽署離婚協議，因而認識了父親經營海灘所聘僱的救生員阿育。在一次溺水事件後，米雪對於阿育大大改觀，也意外勾起米雪小時候打造船隻的記憶。

## 人物角色
- 吳中天 飾 阿育
- 金小曼 飾 米雪
- 龍劭華 飾 順風，米雪父親
- 黃志瑋 飾 Tony，米雪男友
- 丁也恬 飾 幸宜，米雪母親

## 外部連結
- 台灣電影網上《戀戀海灣》的資料（繁體中文）
- 豆瓣电影上《戀戀海灣》的資料 （简体中文）